# Poker Face (película)
Poker Face es una película de suspenso estadounidense de 2022, dirigida por Russell Crowe y escrita por Stephen M. Coates junto al propio Crowe. La película está protagonizada por Russell Crowe como Jake Foley, junto a Liam Hemsworth, RZA, Aden Young, Steve Bastoni y Elsa Pataky.
Poker Face tuvo su estreno mundial en el Festival de Cine de Roma el 16 de octubre de 2022 y fue lanzada el 16 de noviembre de 2022 en los Estados Unidos por Screen Media Films.

## Sinopsis
El multimillonario jugador de póquer Jake Foley (Russell Crowe) les brinda a sus mejores amigos la oportunidad de ganar más dinero del que jamás hayan soñado, en una noche que nunca olvidarán. Pero para jugar, tendrán que revelar algunos de sus secretos más oscuros, y a medida que avance la noche, descubrirán el motivo real por el que participan.

## Reparto
- Russell Crowe como Jake Foley
- Liam Hemsworth como Michael Nankervis
- RZA como Andrew Johnson
- Aden Young como Alex Harris
- Steve Bastoni como Paul Muccino
- Elsa Pataky como Penélope
- Daniel MacPherson como Sam McIntyre
- Brooke Satchwell como Nicole Foley
- Molly Grace como Rebecca Foley
- Paul Tassone como Victor
- Matt Nable como Billy
- Benedict Hardie como Styx

## Recepción
En el agregador de reseñas Rotten Tomatoes, la película tiene una calificación de aprobación del 9% según 22 reseñas, con una calificación promedio de 2.9/10. En Metacritic, la película tiene un puntaje promedio ponderado de 43 sobre 100, basado en 54 críticas, lo que indica «críticas mixtas o promedios».
Según Dennis Harvey de revista Variety, señaló en su crítica que «Hay demasiadas cartas en la baraja narrativa del segundo trabajo del actor-guionista-director; una desordenada mezcla de drama de personajes, aventura, thriller criminal y aún más». Luke Y. Thompson de AV Club reseñó que «Cuando todo el tema gira en torno a la distracción, entonces evaluar lo agradables que son los giros y los faroles, tanto narrativa como conceptualmente, resulta apropiado. Pero también es cierto que son decepcionantes».